# Ladislaus von Karnicki zu Karnice
Ladislaus von Karnicki zu Karnice, detto anche Ladislaus von Karnicki (15 novembre 1820 – 31 dicembre 1883), è stato un diplomatico e nobile boemo.

## Biografia
Ladislaus era il minore dei figli del conte Kajetán Karnický (1791–1856), ciambellano imperiale, e di sua moglie la contessa Theophila Grzembská (1793–1864). La famiglia di suo padre era originaria della Galizia, nell'odierna Polonia.
Fin da giovane entrò nel servizio diplomatico dell'Impero austriaco e dal 1852 al 1854 fu ambasciatore imperiale presso la Confederazione Elvetica. Nel 1855 venne nominato ciambellano ed in quello stesso anno venne per breve tempo destinato a San Pietroburgo per affiancare l'ambasciatore Imre Széchényi. Nel 1857-1863 fu ambasciatore in Assia-Kassel. Fu quindi ambasciatore imperiale in Svezia (1863-1869) e nel 1867 venne ammesso a far parte del consiglio segreto dell'imperatore. Coronò la sua carriera con l'incarico di ambasciatore imperiale in Spagna dal 1869 al 1871, anno nel quale si ritirò a vita privata.
La sua prima moglie fu la contessa Gabriela Jaksa-Bakowska (1838-1862). Dopo la morte della prima moglie, si risposò con la principessa Julia Lubomirska (1836–1891), figlia del tenente generale polacco, il principe Antonin Lubomirski (1801–1885). 
I due convolarono a nozze nel 1865 e da questo secondo matrimonio nacque l'unica figlia Marie (1870-1939) che andò poi in sposa al conte Saurma von der Jeltsch.
Morì nel 1883.